# Henri Vergé-Sarrat
Henri Vergé-Sarrat, de son vrai nom Henri Vergésarrat, est un artiste peintre et graveur autodidacte né le 15 juillet 1880 à Anderlecht (Belgique) et mort le 13 octobre 1966 à Paris.

## Biographie
Fils d'un représentant de commerce originaire des Hautes-Pyrénées, Henri Vergé-Sarrat naît le 15 juillet 1880 à Anderlecht.
Il est un voyageur que, par le nombre de ses villégiatures, Gérald Schurr qualifie d'« acharné »: « il sut à merveille traduire l'atmosphère fine et légère de l'Île-de-France, la sérénité de sa campagne; la profondeur des ciels de Bretagne, la puissance de sa mer. Avide de couleurs et de paysages, il alla chercher de nouvelles sensations au cours de plusieurs séjours à l'étranger: en Égypte, en Tunisie, au Maroc, en Espagne et au Portugal, se retrouvant chaque année dans son refuge de Château-Landon ». De fait, ses grands voyages nous sont détaillés: En 1923, il passe six mois à Gafsa, en 1924, quatre mois à Marrakech, en 1927, quatre mois à Biskra et Touggourt. En 1929, une bourse du gouvernement égyptien lui permet d'aller travailler à Assouan, Louxor et Le Caire d'où il rapporte des peintures et aquarelles auxquelles « les souvenirs du cubisme donnent de la solidité » et qui sont exposées au Caire en 1930. Lors de sa visite du Salon d'automne de 1933, Michel Florisoone situe Henri Vergé-Sarrat, aux côtés de Maurice Asselin, Gaston Balande, Victor Charreton, Jean Fernand-Trochain, Tristan Klingsor, Robert Lotiron, Paul-Émile Pissarro, René Seyssaud et Jules Zingg, au sein de « l'immuable phalange des paysagistes amoureux des frondaisons et des rivières ».
C'est de même ainsi qu'au Salon de la Société des peintres-graveurs indépendants, s'il expose principalement des paysages français (ses thèmes de prédilection seront finalement la Seine-et-Marne où il réside, Collioure - qu'il fréquente, selon le Musée d'art moderne le la ville, à compter de 1917 - mais aussi des scènes plus intimistes à Tournay où il conservera des habitudes estivales), il y montre également en 1926 et 1928 des vues du Maroc. La critique là encore le remarque, à l'instar de Georges Charensol qui le cite, avec Edmond Ceria, Simon Mondzain et Henry de Waroquier, parmi les meilleurs paysagistes du Salon des Tuileries de 1926, ou de Claude Roger-Marx qui vante « le soin formel accordé par l'artiste à ses estampes orientales ». « Sans conteste, observe ce dernier, la vision de Vergé-Sarrat a bénéficié des richesses que lui apporte ce qu'on nomme arbitrairement l'Orient. Le format de ses estampes grandit; elles s'animent d'une figure pittoresque ».
Céline de Potter évalue qu'« Henri Vergé-Sarrat ne vendit pas moins de 64 – dont 49 durant l'entre-deux-guerres – peintures et gravures à l'état français et 19 peintures et gravures encore – dont 5 durant l'entre-deux-guerres - à la ville de Paris, chiffres qui en font l'un des artistes les plus achetés par des fonds publics français durant la période, toutes nationalités confondues ».
Durant la Seconde Guerre mondiale, il travaille en service auxiliaire aux Usines Schneider de Harfleur. Sociétaire du Salon d'automne, membre de la Société des peintres-graveurs français, il réside alternativement au 72, Rue Damrémont (18e arrondissement de Paris)  et à Château-Landon avec son épouse Rolande Déchorain, elle aussi artiste peintre. 
Henri Vergé-Sarrat est mort le 13 octobre 1966 en son domicile, rue Damrémont dans le 18e arrondissement de Paris, et , est inhumé au Cimetière parisien de Pantin (37e division).
Henri Vergé-Sarrat était apprécié par ses pairs : Jules Pascin disait qu'« il était celui des peintres qui comprenait le mieux la France » tandis que Jacques Villon voyait en lui un des plus grands graveurs français. Léopold Lévy le citait parmi ses grands amis tandis que Michel Ciry évoque dans son Journal (Éditions Plon) ses rencontres avec « le gentil Vergé-Sarrat ». A son décès en 1966, qu'a suivi en 1967 l'hommage particulier du Salon d'automne, André Dunoyer de Segonzac a écrit : « J'aimais l'homme et j'admirais son œuvre. C'est un artiste de grande classe qui disparaît. Son œuvre est pure et vraie, son art est élevé. Il avait un sens profond de la vie ».

## Contributions bibliophiliques
- Yves Alix, Georges Capon, Edmond Ceria, Pierre-Eugène Clairin, Paul-Élie Gernez, Wilhelm Gimmi, Louis Latapie, Robert Lotiron, Maurice Savin et Henri Vergé-Sarrat, La rue à Paris, portfolio de dix lithographies 33x25,7cm, L'Amour de l'Art, Librairie de France, 1931[16].
- Henry Bottu, Aperçus d'Afrique en quatrième vitesse, illustrations d'Henri Vergé-Sarrat et Jean André, préface de Pierre Mille, Éditions Laboratoires Bottu, 1934.
- Guy de Maupassant, Au soleil, La vie errante, illustrations d'Henri Vergé-Sarrat, Librairie de France, 1935.
- Paul Valéry, André Suarès, Jean Giraudoux, Francis Carco, Pierre Mac Orlan, Colette, Paul Claudel, Léon Daudet, Paris 1937, illustration par 62 graveurs dont Henri Matisse et Henri Vergé-Sarrat pour Paris, vue de la cité d'André Suarès. Imprimeries Daragnès pour la ville de Paris, 1937.
- Pierre de Ronsard, Joachim du Bellay, Louise Labé, Rémy Belleau, Étienne Jodelle, Agrippa d'Aubigné, Gérard de Nerval, José Maria de Hérédia (préface d'Yves-Gérard Le Dantec), Sonnets d'amour, frontispice d'André Dunoyer de Segonzac, vignette de titre et bandeau de Robert Bonfils, eaux-fortes de Camille Berg, Michel Ciry, Jean-Gabriel Daragnès, Luc-Albert Moreau, Henri Vergé-Sarrat, Hermine David, Jean Frélaut, Jacques Boullaire, Roger Wild, André Dignimont, Henry de Waroquier, Édouard Goerg, Maurice Savin, Démétrios Galanis, Marie Laurencin et Yves Brayer, 326 exemplaires numérotés, Compagnie française des arts graphiques, Paris, 1943.
- Ouvrage collectif : Le livre et ses amis - Revue mensuelle de l'Art du livre, série complète de dix-huit numéros réunis sous trois emboîtages, du n°1 (novembre 1945) au n°18 (avril 1947), 18 gravures originales dont Louis Berthomme Saint-André, Robert Bonfils, Edmond Heuzé, Paul Jouve, Marie Laurencin, Clément Serveau, Louis Touchagues, Henri Vergé-Sarrat, Henry de Waroquier.

## Expositions

### Expositions personnelles
- Vergé Sarrat, peintures, dessins et aquarelles, Galerie Berthe Weill, 46, rue Laffitte, avril 1924, mai 1925, avril-mai 1926[17], novembre 1927[18], avril-mai 1929[19].
- Leicester Gallery, Londres, 1928.
- Vergé-Sarrat - Vues d'Espagne, Galerie Marcel Bernheim, Paris, 1930[20].
- Galerie Paquereau, Paris, janvier 1931[21].
- Galerie Dalpayrat, Limoges, 1931.
- Galerie Dhainaut, Lille, 1945.
- Galerie Sélection, Tunis, 1945.
- Galerie Roger, Lyon, 1946.
- Galerie Marie L. André, Paris, 1965.
- Henri Vergé-Sarrat, Rolande Déchorain - Collioure, 1930-1940, Musée d'art moderne de Collioure, juin-novembre 2018[22].
- Vergé-Sarrat et Déchorain - Regards croisés, La Piscine, Roubaix, juin-septembre 2022[23].

### Expositions collectives
- Gravures - Charles Edmond Kayser, Léopold Lévy, Henri Vergé-Sarrat, Galerie Barbazanges, Paris, 1911[24].
- Salon d'automne, Paris, à partir de 1921[10].
- Peintures de Billette, Frelaut, Hermine David, Kayser, Léopold Lévy, Jules Pascin, Per Krohg, Henri Vergé-Sarrat, sculptures de Charles Despiau, Galerie Berthe Weill, Paris, février mars 1923.
- La fleur animée, Galerie Berthe Weill, Paris, décembre 1925 - janvier 1926.
- Salon des Tuileries, Paris, 1926[25], juin-juillet 1944.
- Salon de la Société des peintres-graveurs indépendants, Paris, 1926, 1928[8], 1929[19].
- Où étiez-vous cet été?, Galerie Marcel Bernheim, octobre 1926.
- Fenêtres fleuries, Galerie Berthe Weill, Paris, décembre 1926 - janvier 1927.
- Exposition de groupe: Maurice Utrillo, Maurice de Vlaminck, Marie Laurencin, André Derain, Henri Vergé-Sarrat, Galerie du Portique, Paris, août 1927.
- Fleurs et fruits, Galerie Berthe Weill, Paris, décembre 1928 - janvier 1929, décembre 1929 - janvier 1929.
- Exposition de la collection particulière de Berthe Weill, Galerie Berthe Weill, octobre-novembre 1929.
- La revanche de l'Algérie, Galerie Gilbert, Paris, avril-mai 1930.
- Exposition Raymond Warnier[26], Institut français de Zagreb, 1930[27].
- Le Blanc, Galerie Berthe Weill, décembre 1930 -janvier 1931.
- Musée des beaux-arts d'Alger, 1931[28].
- 11th International Water Color Exhibition, Art Institute of Chicago, avril-mai 1931[29].
- Paris par cent peintres, Galerie Armand Drouand, Paris, juin-juillet 1931.
- Paris le jour et la nuit, Galerie Berthe Weil, Paris, juin-juillet 1931.
- Renaissance Society (en), Université de Chicago, The Albert Roulliere Memorial Collection, juin-juillet 1932[30].
- La joie de vivre - Les trente ans de la Galerie Berthe Weill, Paris, décembre 1931-janvier 1932.
- Salon de Noël, leur meilleure petite œuvre de l'année, Galerie Armand Drouand, Paris, décembre 1931 - janvier 1932.
- Les peintres de provinces françaises, Galerie Charpentier, Paris, octobre 1932.
- Visages et scènes d'enfants, Galerie Berthe Weill, Paris, décembre 1932 - janvier 1933.
- Galerie Berthe Weill, Paris, décembre 1933 - janvier 1934.
- Galerie de l'art et de la mode, Paris, 1934.
- Biennale de Venise (section française présentée par la Galerie Charpentier), 1934.
- The fifteenth international water color Exhibition - water colors, pastels, drawings and monotypes (Hermine David, André Dunoyer de Segonzac, Jean Dufy, Henri Farge, Jean Lurçat, Aristide Maillol, Jules Pascin, Georges Rouault, Paul Signac, Henri Vergé-Sarrat, Maurice de Vlaminck), Art Institute of Chicago, mars-mai 1936[31].
- Quarante artistes, trois générations, Galerie Berthe Weill, Paris, décembre 1936 - janvier 1937.
- Exposition universelle, Paris, mai-novembre 1937[32].
- Expositions thématiques: Un siècle d'aquarelle (1942), Le paysage français de Corot à nos jours 1942), Scènes et figures parisiennes (1943), L'automne (1943), Jardins de France (1943), La vie familiale, scènes et portraits (1944), L'aquarelle romantique et contemporaine (1944), Paysages d'eau douce (1945), L'aquarelle, (1945), Galerie Charpentier, Paris.
- Exposition les vœux gravés: Yves Alix, Jean Carzou, Michel Ciry, Lucien Coutaud, Albert Decaris, André Minaux, Pino della Selva, Henri Vergé-Sarrat...., Bibliothèque nationale de France, janvier 1956.
- Exposition organisée à l'occasion des États généraux du désarmement, Cercle Volney, Paris, mai 1963.
- Les peintres graveurs français, Bibliothèque nationale de France, 1967[33].
- Salon de la Société nationale des beaux-arts, non daté[34].

## Prix et distinctions
- Prix de la gravure, 1912.
- Bourse égyptienne 1929[3].
- Médaille d'or, Exposition universelle de 1937.
- Chevalier de la Légion d'honneur, décret du 21 janvier 1936[35].
- Officier de la Légion d'honneur, décret du 27 février 1954.

## Réception critique
- « Au premier coup d'œil, les toiles de Vergé-Sarrat offrent quelque chose de singulier, qui déconcerte un peu : une acidité de couleur, une saveur un peu sèche comme celle de certains fruits d'hiver. Mais, bientôt, on se fait à ses colorations, à ces rouges violacés, à ces verts tirant sur l'oseille, sur quoi s'étalent des luisants blancs qui font penser à de la neige fondante. On se rend compte des qualités profondes de cet art, de son originalité qui est spontanée et non forcée, de sa vérité. Lorsque le temps aura atténué ce que les paysages de Vergé-Sarrat ont d'aigre, on découvrira qu'ils comptent parmi les meilleurs de notre époque. » - François Fosca, 1928[18]
- « Prodige d'un artiste comme Vergé-Sarrat, fervent de la nature qu'il voit et qu'il fixe sur la toile. Il a donné plusieurs visages des mêmes sites, sans jamais se répéter mais au contraire avec un agrément toujours nouveau... Du tableau à l'huile jusqu'au dessin à l'encre de Chine, en passant par de nombreuses aquarelles, il nous a prodigué partout l'enchantement et la surprise. » - Paul Sentenac[36]
- « Ces vues d'Espagne montrent un Vergé-Sarrat renouvelé, et en progrès. Bien loin d'être dérouté par une lumière si différente de celle à laquelle il était habitué, il a trouvé en Afrique une sorte de rajeunissement. Aucune de ces toiles et de ces aquarelles n'est indifférente ; c'est que l'originalité de Vergé-Sarrat est une originalité naturelle, non une originalité fabriquée comme il y en a tant aujourd'hui. » - François Fosca, 1930[20]
- « Il y a dans la vision de Vergé-Sarrat une acuité qui inévitablement fait penser à l'excellent graveur qu'il est. Déjà, dans les aquarelles et les dessins dont il avait fait en 1931 une exposition, ce rapprochement s'était imposé. Il ne s'agit pas d'un métier de graveur appliqué à la peinture, mais plutôt de la façon nette de voir et de transposer les choses… Sans doute est-ce parce que dans cette préciosité il y a une vigueur parfois brutale, parce que cette subtilité est pleine de liberté, de certitudes, et que, dans ce charme, il y a des contrastes et des audaces qu'on ne découvre que peu à peu... » - Raymond Cogniat[37]
- « L'art aérien de Vergé-Sarrat trouve dans l'aquarelle plus que dans la peinture son épanouissement. Primesautier, nerveux, plus encore spirituel, cet art subtil perd de sa fraîcheur en s'immisçant aux pâtes qui ne sont pas faites pour lui. Pourtant, ces pâtes, Vergé-Sarrat les manie avec beaucoup d'élégance et les nantit d'une qualité qui lui est propre, et que l'on retrouve notamment dans ses architectures de villages confinés dans la verdure… L'Égypte, dont il fut boursier, et l'Algérie, où il fit plusieurs séjours, parent certaines de ses aquarelles d'une nostalgie ténue et nonchalante. » - Gaston Poulain[38]
- « J'admire premièrement dans les tableaux de Vergé-Sarrat la force d'un dessin qui est à la fois synthétique et précis: un dessin de graveur probe et droit. C'est aussi un paysagiste qui ne craint pas d'obéir à la couleur. Il fait les arbres bleus quand il les voit bleus, sans parti-pris ni scandale, parce que c'est ainsi qu'il les voit... Vergé Sarrat sait aussi ne pas demeurer trop esclave du motif: il choisit, épure et compose. Si bien que ses vives peintures y gagnent d'être construites en profondeur comme en surface, sur des rythmes linéaires pleins d'harmonie décorative. » - Léon-Paul Fargue[39]
- « Il était franc et direct, mais il y avait dans sa vie intérieure une part importante de rêverie, d'approfondissement constant, par élimination de tout ce qui ne comptait pas essentiellement à ses yeux: bien voir et bien rendre, dans la lumière et l'équilibre, sans exclure le frémissement de la vie. Car Vergé-Sarrat fut un vivant, au sens moral du terme. En dépit de son extrême discrétion, ses réactions étaient vives, franches, nettes comme son pinceau et son burin: franches et définitives. » - André Billy[40]
- « Si ses aquarelles sensibles et spontanées lui ont procuré ses premiers grands succès en Angleterre et en Amérique, ses toiles, d'une construction parfaite, d'une écriture exacte et fine où la lumière frappe toujours ses paysages, lui ont permis de grands succès lors d'expositions à la Bibliothèque Nationale, au Salon d'automne et au Salon des Tuileries. » - Gérald Schurr[2]
- « Aquarelliste racé, il peignit des scènes d'Afrique du Nord et des paysages de France, jouant de façon très personnelle des tons aigus. Observateur réaliste de la nature, il frôla cependant le cubisme. » - Dictionnaire Bénézit[34]

## Musées
- Musée national d'art moderne, Paris[41] :
  - Oasis sur la route de Gafsa, huile sur toile 65x81cm, 1923 ;
  - Quatre études de tête, plume et lavis de sépia, 1929 ;
  - Collioure, encre, aquarelle et gouache 32x45cm, 1930 ;
  - Ciudadela, huile sur toile 46x55cm, vers 1934 ;
  - Cirque des cirques, encre de Chine 25x33cm, 1937 ;
  - Plage de l'Ouille, huile sur toile 60x73cm, vers 1937.
- Chalcographie du Musée du Louvre, Paris, Les châtaigniers.
- Musée des beaux-arts de Nantes.
- Musée du Mont-de-Piété de Bergues, importante donation famille Vergé-Sarrat[42].
- La piscine, Roubaix, œuvres orientalistes (donation famille Vergé-Sarrat)[23].
- Musée d'art et d'histoire Louis-Senlecq, l'Isle-Adam, paysages d'Ile-de-France (donation famille Vergé-Sarrat).
- Musée d'Art Moderne de Collioure, œuvres de Collioure (donation famille Vergé-Sarrat)[22].
- Musée Sainte-Croix, Poitiers, Mademoiselle Talavera.
- Musée des beaux-arts de Nancy, Paysage d'Afrique[43].
- Musée des beaux-arts de Niort, Les meules.
- Musée des beaux-arts de Carcassonne, Monastère de Pino, Cap Corse.
- Musée d'art et d'archéologie d'Aurillac, Les environs de Quincy.
- Musée des Ursulines de Mâcon, Village dans le brouillard.
- Musée d'art moderne de Céret, Plage de l'Ouille, Ciudadela.
- Musée du Domaine départemental de Sceaux :
  - Chanvry en forêt de Fontainebleau, aquarelle, 1955.
  - Paysage avec moulin, aquarelle, 1955.
  - Henry de Waroquier dans son atelier à Paris, eau-forte.
- Musée Thomas-Stelian, Bucarest, Paysage[34].
- Wichita Art Museum (Kansas) : 
  - Enfant endormi, 1920.
  - Maroc, 1927.
  - Scène pastorale au Maroc, 1943[44].
- Hunterian Museum and Art Gallery, Glasgow, Toulon vu de Saint-Mandrier, 1925[45].
- Rochdale Arts and Heritage Service, Rochdale (Lancashire).
- Metropolitan Museum of Art, New York, Village road, 1926[46].
- Princeton University Art Museum, Villageois arabes (donation Dan Fellows Platt)[47].
- Art Institute of Chicago, quatre œuvres[48].
- Minneapolis Institute of Art, Minneapolis, Minnesota, Le point de beauté (donation de la John De Lattre Memorial Collection par Mrs. Horace Ropes)[49].
- Cleveland Museum of Art, Cleveland (Ohio)[50].
- Yale University Art Gallery, New Haven (Connecticut), Le château de Taulney[51].
- Mead Art Museum, Amherst College, Amherst (Massachusetts), trois œuvres[52].
- Fogg Art Museum, Cambridge (Massachusetts), La rue à Paris[53].
- Berkshire Museum (en), Pittsfield (Massachusetts), Port-Vendres (donation Mrs. Eliot Watrous, Pittsfield)[54].
- Musée National Zabana d'Oran, L'étang de la Croix.
- Musée d'Art et d'Histoire de Genève, La rue à Paris, suite de dix lithographies dont Henri Vergé-Sarrat[16].

## Collections publiques
- Palais de l'Élysée, Paris, Place du Faubourg à Collioure.
- Bibliothèque historique de la ville de Paris, La rue à Paris, suite de dix lithographies dont Henri Vergé-Sarrat.
- Département des estampes et de la photographie de la Bibliothèque nationale de France, Le bois de Vauxhallan, Arabes dans un jardin.
- Bibliothèque de l'Institut national d'histoire de l'art, Amismis (Maroc)[55].
- Secrétariat général du gouvernement, Paris, Le Lignon près de Tence.
- Ministère de la défense, Paris, Le quai du Louvre.
- Ministère de l'éducation nationale, Paris, Environs de Tence.
- Secrétariat d'état chargé de la famille, Paris.
- Préfecture de police, Paris, Le Coudon aux environs de Toulon.
- Assemblée de l'Union française, Versailles, Collioure.
- École nationale des douanes, Montbéliard, Les Tuileries, La ferme du renard.
- École nationale des douanes, Rouen, Saint-Mandrier, les pêcheurs du dimanche.
- Université de Dijon, Les merisiers.
- Cour de cassation, Paris, Plage de l'Ouille.
- Chambre régionale des comptes d'Ile-de-France, Noisiel, Route de Saint-Leu à Chauvry.
- Direction générale de la police judiciaire, Paris, Le quai du Louvre.
- Archives départementales de l'Ain, Bourg-en-Bresse, Vallée de la Bresse.
- Préfecture de l'Aube, Troyes, Entrée du port de Vigo (Espagne).
- Préfecture du Loiret, Orléans, Souvenirs de Collioure.
- Préfecture de la Nièvre, Nevers, Environs de Chauvry.
- Préfecture de l'Yonne, Auxerre, Le jardin de Tournay.
- Mairie de Cannes, Étang de La Chaise.
- Mairie du Pont-de-Beauvoisin, Le bois à Kerrom.
- Mairie de Jarnac, Verrières-le-Buisson.
- Ambassade de France à Ankara, La levée des frères, environs de Tence.
- Consulat général de France à Rio de Janeiro, Paysage.

## Collections privées
- Duc de Valençay.
- Jacques Doucet (couturier).
- Berthe Weill.
- Henri Marie Petiet (1894-1980)[56].
- Carter Harrison, Jr., Chicago.
- Dan Fellows Platt (en), Englewood (New Jersey).
- Adelaïde Milton de Groot (1876-1967).